# جستجو برای هوش فرازمینی

ناموارهٔ طرح ستی

جستجوی هوش فرازمینی (به انگلیسی: Searching for Extra-Terrestrial Intelligence یا SETI) نامی است که به پروژه‌های علمی با هدف یافتن هوش فرازمینی گفته می‌شود.

## ستی در خانه
یکی از طرح‌های زیرشاخه این پروژه، SETI@Home است. در این طرح افراد می‌توانند نرم‌افزار SETI@Home را دریافت کرده، و بر روی کامپیوتر خود نصب کنند.
این نرم‌افزار در مواقعی که افراد با رایانه شخصی خود کار نمی‌کنند فعال می‌شود، سپس شروع به دریافت اطلاعات ذخیره شده توسط رادیوتلسکوپ‌های SETI از اینترنت می‌کند و پس از پردازش آن‌ها، اطلاعات را به سایت SETI@Home بازمی‌گرداند. به این ترتیب، یک ابررایانه مجازی ایجاد می‌شود که برای اجرای این طرح کمک بسیار بزرگی است.